# Мирза Масрур Ахмад
Мирза Масрур Ахмад (Урду: مرزا مسرور احمد‎; род. 15 сентября 1950 года) — V Халиф Обетованного Мессии и Имама Махди, нынешний духовный и административный глава Ахмадийской мусульманской общины. Он был избран в качестве пятого преемника Мирзы Гулама Ахмада 22 апреля 2003 года, через 3 дня после смерти его предшественника Хазрата Мирзы Тахира Ахмада, четвёртого халифа Ахмадийской мусульманской общины.

### Отрочество и юность
Мирза Масрур Ахмад родился 15 сентября 1950 года в Рабве, Пакистан, на то время, главной штаб-квартире Aхмадийской мусульманской общины. Мирза Масрур Ахмад окончил среднюю школу «Таалимуль Ислам». Затем он получил степень бакалавра в колледже «Таалимуль Ислам». Эти учебные заведения расположены в Рабве. В 1976 году Мирза Масрур Ахмад защитил степень магистра в области экономики сельского хозяйства в университете сельского хозяйства в Файсалабаде, Пакистан.

### Гана
После своего служения на различных должностях в Ахмадийской мусульманской общине, Мирза Масрур Ахмад 8 лет служил в Гане. Он основал Ахмадийскую среднюю школу в Салаге, северной части Ганы. Он был директором этой школы в течение двух лет. Успех его деятельности в средней школе Салаге способствовал его избранию в качестве директора основной средней школы Aхмадийской мусульманской общины в Эссаркуер, расположенной в центральном регионе Ганы. Там он служил в качестве директора в течение четырёх лет.
После своего пребывания на посту директора средней школы, Мирза Масрур Ахмад был назначен руководителем Aхмадийской агрофирмы в Депали, в северной части Ганы. На этой должности он служил в течение двух лет. Под его руководством, впервые в Гане, была успешно посажена и выращена пшеница. Его эксперимент посадки, орошения и выращивания пшеницы был продемонстрирован на международной торговой ярмарке в Гане. Результаты этого эксперимента были представлены в министерство сельского хозяйства Ганы.

### Пакистан
Вскоре после своей службы в Гане, Мирза Масрур Ахмад вернулся в Пакистан. 17 марта 1985 года на него была возложена ответственность за все финансовые средства Ахмадийской мусульманской общины. Он также служил в качестве директора по вопросам образования в рамках Ахмадийского сообщества в Пакистане. 10 декабря 1997 он был назначен на пост руководителя высшего наблюдательного совета («Назири Аала»), и поместного президента. Он служил на этих постах вплоть до его избрания на пост халифа обетованного мессии и имама махди.

### Тюремное заключение
В 1999 году в провинциальную ассамблею Пенджаба была представлена резолюция с требованием изменить название города Рабва, поскольку это название упоминалось в Коране. Резолюция была принята без долгих дебатов, и название Рабва было официально переименовано на Ченаб Нагар. Вывески с новым названием города были развешаны в известных частях Рабвы. Через несколько дней поступила первая информация о возбуждении уголовного дела в отношении некоторых членов Ахмадийской мусульманской общины. Они обвинялись в стирании знаков с новым названием города, и отрывков из Корана. Хотя в жалобе не упоминались конкретные имена, Мирза Масрур Ахмад и несколько других высокопоставленных членов Ахмадийской мусульманской общины были арестованы. Они были заключены в тюрьму и оставались там 11 дней. Все поручительства в отношении них были отвергнуты. Тем не менее, в конечном итоге, 10 мая 1999 года они были освобождены.

### Халифат
22 апреля 2003 года в 11:40 вечера по Гринвичу, через несколько дней после кончины своего предшественника Мирзы Тахира Ахмада, Мирза Масрур Ахмад был избран V Халифат-уль-Масих. Имам Aтауль Муджиб Рашид, секретарь высшего консультативного органа Ахмадийской мусульманской общины, объявил результаты выборов. Он объявил для сведения всех членов Всемирной ахмадийской мусульманской общины следующее:

После совместной молитвы «Магриб» и «Ишаа», «Маджлис Интихаб Халифат» (Высшее собрание по выборам Халифа), основанное II Халифат-уль-Масихом реформатором, созывается в мечети Фазл, в Лондоне. Оно созывается, сегодня, во вторник 22 апреля 2003 года под председательством уважаемого Чохдри Хамидуллы Сахиба. В соответствии с нормами и правилами, каждый член принял присягу на верность ахмадийскому халифату. После этого Халифом Ахмадийской мусульманской общины был избран наиболее уважаемый из всех кандидатур Мирза Масрур Ахмад. Члены «Меджлиса Интихаб халифат» на том же месте удостоились чести принести обет верности на благословенной руке «Повелителя правоверных» V Халифат-уль-Масихом, да пребудет с ним могучая помощь Всевышнего Аллаха. Вся хвала Всевышнему Аллаху.
Пусть Аллах Всевышний сделает эти выборы самыми благословенными. Да будет так. О, наш Милосердный и Милостивый Бог! О, наш благородный и любящий Господь, мы благодарны Тебе, за то, что Ты даровал нам нашу светлость и второе проявление своего могущества, в очередной раз, изменив наше состояние страха на мир. О, наш Владыка! Властью и полномочиями Самосущего и Всесильного Бога, мы свидетельствуем, что Мессия и пророчество Махди, как было указано в завещании «Аль — Вассийят» материализовались в полной красе и великолепии.
— Aтауль Муджиб - секретарь Высшего консультативного органа Ахмадийской мусульманской общины.

Речь после избрания V Халифат-уль-Масихом, 22 апреля 2003 года.
Сегодня Мирза Масрур Ахмад часто путешествует по всему миру, посещая различные страны, принимая участие в работе Ежегодных съездов Ахмадийской мусульманской общины. Мирза Масрур Ахмад регулярно проводит молитвы в мечети Фазл в Лондоне, Англия, являющейся на сегодня глобальной штаб-квартирой Ахмадийской мусульманской общины. Мирза Масрур Ахмад проводит пятничную молитву в мечети «Байтуль Футу», находящейся в Мордене, Лондон.

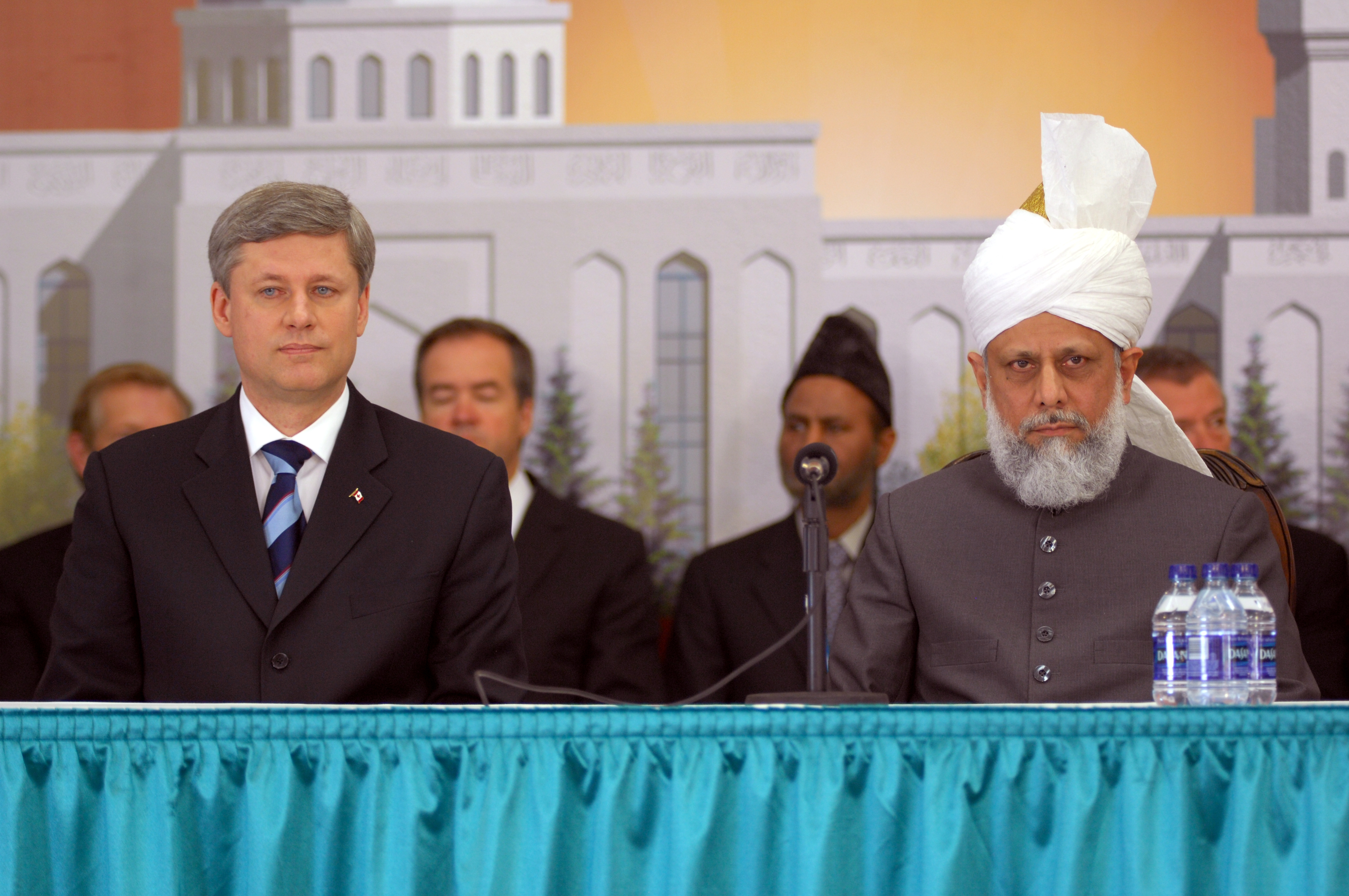
Экс премьер-министр Канады Стивен Харпер (слева), сидит рядом с Хазратом Мирзой Масруром Ахмадом на торжественном открытии мечети «Байту Нур», крупнейшей в Канаде, 5 июля 2008 года.

### Столетие Халифата
27 мая 2008 года члены Ахмадийской мусульманской общины праздновали столетний юбилей установления Халифат-уль-Масиха. По этому поводу Хазрат Мирза Масрур Ахмад произнёс речь на большом собрании членов Ахмадийской мусульманской общины в центре «Эксел» в Лондоне, Англия. На этом же месте была проведена церемония принесения международного обета верности мусульманами — ахмади со всего мира. Эта церемония транслировалась по всему миру посредством Мусульманского Телевидения Aхмадийя интернейшнл, с живой ссылкой на Рабву, Пакистан и Кадиан, Индия, родину Мирзы Гулама Ахмада и её глобальной штаб-квартиры до раздела Индии в 1947.
«Джальса Салана» (Ежегодный съезд) празднования столетней годовщины Халифата было запланирован в Кадиане в декабре 2008 года. Этот Ежегодный съезд должен был отметить столетний юбилей Ахмадийского Халифата. Однако, в связи с последними террористическими актами и взрывами в Мумбаи, а также в целях безопасности, Хазрат Мирза Масрур Ахмад отменил своё участие в работе Ежегодного съезда в Кадиане и вернулся в Лондон. Подобные собрания были проведены по всему миру в ознаменование столетнего юбилея Халифат-уль-Масиха.

## Ключевые выступления

### Приём в Палате общин, Вестминстер, Лондон
22 октября 2008 года в палате общин Соединённого Королевства Хазрат Мирза Масрур Ахмад выступил с речью относительно исламской точки зрения на глобальные кризисы. В этот же день был организован приём в честь столетнего юбилея Халифат-уль-Масиха. Среди гостей, присутствовавших на приёме, были РТ Хон Хазель Блэрз — член парламента (госсекретарь по делам общин), Джиллиан Meрон — член парламента (министр иностранных дел), Алан Кин — член парламента, Доминик Грив — член парламента, Саймон Хьюз член парламента, а также депутат и лорд Эрик Эйвбери.

### Европейский парламент, Брюссель
4 декабря 2012 года Хазрат Мирза Масрур Ахмад выступил в Европейском парламенте в Брюсселе, Бельгии, с докладом на тему «Ответ на вызовы экстремизма»

### Немецкий военный штаб в Koбленце
В том же году, в немецком военном штабе в Кобленце Хазрат Мирза Масрур Ахмад выступил с речью на тему «Учение ислама относительно лояльности и любви к своему народу».

### Приём на Капитолийском холме, Вашингтон, округ Колумбия, США
Выступление Халифат-уль-Масиха на Капитолийском холме в США. В конце июня и начале июля 2012 года Хазрат Мирза Масрур Ахмад принял участие в работе Ежегодного съезда Ахмадийской мусульманской общины США и Канады.
В рамках своего визита в США, 27 июня 2012 года, он выступил с речью под названием «Мировой кризис и путь к миру». Эта его речь была произнесена в административном здании на Капитолийском холме, на специальном двухпартийном приёме совместно с международной комиссией по правам человека и религиозной свободы под председательством Тома Лантоса. На этом мероприятии присутствовали такие политические деятели, как лидер демократической партии США Нэнси Пелоси, сенатор США Роберт Кейси, члены Конгресса США Брэд Шерман, Фрэнк Вольф, Хонда, Кит Эллисон, Зои Лофгрен. Председатель комиссии США по международной религиозной свободе Катрина Лантос Свит представила Хазрату Мирзе Масруру Ахмаду резолюцию за № 709 двухпартийной Палаты представителей США о его конструктивном вкладе в дело распространения мира. Также согласно этой резолюции, он был официально приглашён в Вашингтон. В общей сложности на этом мероприятии присутствовало более 130 высокопоставленных лиц, в том числе 30 членов конгресса США, члены дипломатического корпуса, лидеры НПО, профессора, а также межконфессиональные и общественные деятели.

### Прием в отеле «Монтегю», Лос-Анджелес, штат
В ходе своей первой поездки по западному побережью США 11 мая 2013 года, в отеле «Монтегю» в Беверли-Хиллз, Хазрат Мирза Масрур Ахмад выступил с основным докладом под названием «Ислам — путь достижения мира во всем мире». В этом мероприятии приняли участие более 300 высокопоставленных гостей. Среди почетных гостей присутствовали такие политические и общественные деятели США, как вице-губернатор Калифорнии Гэвин Ньюсом, Государственный контролер Калифорнии Джон Чан, мэр Лос-Анджелес Эрик Гарсетти, шериф округа Лос-Анджелес Ли Бака, вице-губернатор Калифорнии Грей Дэвис, конгрессмен США Карен Басс, конгрессмен США Глория Негрити Маклеод, конгрессмен США Джуди Чу, конгрессмен США Джулия Браунли, конгрессмен США Дана Рорабачер, мэр Лос-Анджелеса Эрик Гарсетти и председатель городского совета Лос-Анджелеса Деннис Зина. На этом мероприятии Хазрату Мирзе Масруру Ахмаду были вручены символические золотые ключи от города Лос-Анджелес.

## Письма мировым лидерам
Хазрат Мирза Масрур Ахмад в своих пятничных проповедях в период конца 2011 и 2012 годов предупреждал мировых лидеров об опасности начала третьей мировой войны С целью создания всемирной политической межрелигиозной коалиции для совместного обсуждения и борьбы с этой постоянной угрозой, Хазрат Мирза Масрур Ахмад написал письма многим политическим и религиозным лидерам и призвал их сделать все возможное, чтобы спасти человечество от уничтожения.

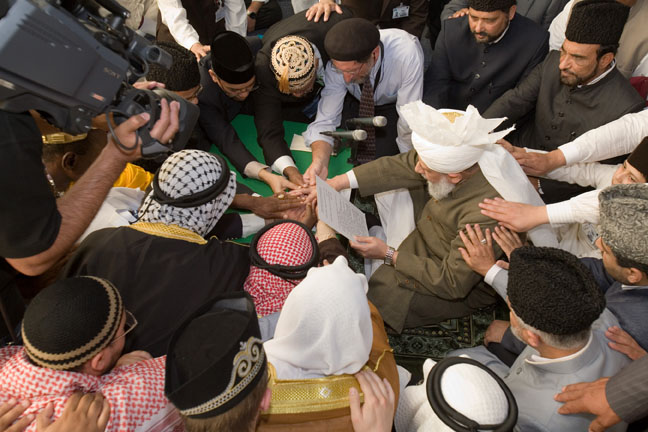
Хазрат Мирза Масрур Ахмад принимает международный обет верности, 2008 год.

### Израиль и Иран
5 марта 2012 года, Хазрат Мирза Масрур Ахмад написал письма премьер-министру Израиля Биньямину Нетаньяху и президенту Ирана Махмуду Ахмадинежаду, с советом избежать войны между двумя странами. Он предупредил обоих лидеров, что рост напряжения между их странами может привести к третьей мировой войне, с участием ядерного оружия.

### Великий аятолла Ирана
14 мая 2012 года он направил аналогичное письмо аятолле Ирана, Сайиду Али Хуссейну Хаменеи, верховному лидеру Исламской Республики Иран. В своём письме Хазрат Мирза Масрур Ахмад призвал его избежать третьей мировой войны в качестве административного и духовного лидера Ирана.

### Папа Бенедикт XVI
В своём послании к Папе Римскому Бенедикту XVI, от 6 декабря 2011 года, Хазрат Мирза Масрур Ахмад писал:

Сегодня во всём мире происходит множество военных конфликтов, и если их вовремя не остановить, это может привести к мировой войне, которая может принести с собой неисчислимые жертвы и разрушения. Я с сожалением отмечаю то, что если мы сейчас понаблюдаем за текущим обстоятельством в этом мире, мы увидим, что основа для новой мировой войны уже заложена. Как следствие между странами, обладающими ядерным оружием, растёт обида и вражда, и по этой причине мир находится на краю пропасти разрушения.— Хазрат Мирза Масрур Ахмад

### США, Великобритания и Канада
Позднее 25 марта 2012 года, он направил письма президенту США Бараку Обаме, премьер-министр Канады Стивену Харперу, и премьер-министру Соединенного Королевства Дэвиду Кэмерону. Хазрат Мирза Масрур Ахмад предупредил их о разрушениях и последствиях ядерной войны.
13 июля 2012 года, г-н Дэвид Кэмерон, премьер-министр Великобритании, ответил V халифу Мирзе Гуляму Ахмаду, заявив следующее:

Я хотел бы заверить вас, что правительство будет продолжать работать в направлении создания безопасного и стабильного мира, в котором Великобритания и другие развитые страны могут отказаться от своего ядерного оружия.— Дэвид Кэмерон

### Германия
15 апреля 2012 года он направил аналогичное предупреждение о возможности начала третьей мировой войны канцлеру Германии Ангеле Меркель.

### Франция
16 мая 2012 года он направил аналогичное предупреждение о возможности начала третьей мировой войны президенту Франции Франсуа Олланду.

### Китай
9 апреля 2012 года он направил письмо премьер-министру Тайваня Вэнь Цзябао и предупредил его о неизбежности начала третьей мировой войны. Он направил к нему своего посланника Мухаммада Шарифа Оде, президента Ахмадийской мусульманской общины Палестины.

### Король Саудовской Аравии Абдулла
28 марта 2012 года он направил письмо королю Саудовской Аравии Абдулле ибн Абдуль Азизу аль-Сауду, призывая его к попытке установления мира во мраке предстоящей третьей мировой войны.

## Ответ на противоречивые карикатуры в адрес пророка Мухаммада

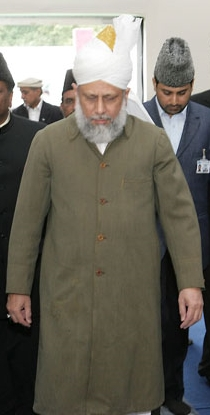
V Халиф Обетованного Мессии и Имама Махди в зелёном сюртуке Обетованного Мессии и Имама Махди Мирзы Гулама Ахмада. Международная церемония обета верности, 2007 год.

В 2005 году датская газета «Джуланд-Постен» опубликовала несколько карикатур на пророка Мухаммада. Эти карикатуры разъярили мусульман всего мира. Хазрат Мирза Масрур Ахмад осудил издателей этих карикатур, назвав это злоупотреблением свободы слова. В то же время, он осудил бурную реакцию мусульмане всего мира, поскольку их действия шли вразрез с мирным учением Ислама. Он призвал свою общину в Дании, а также весь остальной исламский мир, посредством публикаций и диалога, распространять информацию об истинном характере пророка Мухаммада. Он также призвал членов Ахмадийского сообщества по всему миру, в этой бедственной ситуации, призывать «Дуруд» (благословения) в адрес пророка Мухаммада. Все его проповеди по этому вопросу позднее были опубликованы в книге под названием «Прекрасный образ Святого Пророка Мухаммада и карикатуры».

### Папа Бенедикт XVI. Дискуссия об Исламе
12 сентября 2006 года, Папа Бенедикт XVI во время своей лекции в университете Регенсбурга, процитировал мнение византийского императора Палеолога Мануила II, который сказал: «Покажите мне, что нового принес Мухаммад. В его учении вы найдете только злые и бесчеловечные вещи. Например, его приказ распространять веру посредством меча». Эта цитата вызвала критику со стороны ряда отдельных государственных деятелей и мусульманских религиозных лидеров, включая V Халифа Обетованного Мессии и Имама Махди Хазрата Мирзы Масрура Ахмада.
Как лидер Всемирной Ахмадийской Мусульманской Общины, Хазрат Мирза Масрур Ахмад одобрил мнение о том, что Папа Римский высказал это безответственное мнение по причине того, что у него не хватило знаний об истинном учении Ислама. В своей пятничной проповеди от 15 сентября 2006 года, он призвал его к изучению мирного учения ислама на основе Корана, и попытался удалить неверные представления о джихаде и исламском пророке Мухаммаде, в свете ссылок, сделанных европейскими писателями.

### 2010 год. Дискуссии относительно сжигания Священного Корана.
Хазрат Мирза Масрур Ахмад в мечети «Байтуль Футу», Лондон, Англия, в своей пятничной проповеди осудил план сожжения Корана христианской организацией «Голубь мира Куейтрич центр» к 9-летию годовщины взрыва всемирного торгового центра в Нью-Йорке. Он сказал: «Религиозный экстремизм, будь он христианским или мусульманским, либо любым другим его видом, никогда не был истинным отражением религии». В ответ на сожжение Священного Корана, Ахмадийская мусульманская община провела конференцию под названием «День веры», на которую были приглашены представители всех других религий.

### 2010 год. Предложение о строительстве мечети с нуля
В 2010 году планировалось строительства 13-этажного мусульманского общественного центра, который должен был расположиться в двух кварталах от Всемирного торгового центра в нижнем Манхэттене, Нью-Йорк. Хотя здание «Парка 51» не будет видно из-за Всемирного торгового центра. противники этого проекта утверждают, что строительство мечети на этом месте, с нуля, было бы оскорблением, поскольку угонщики самолётов, 11 сентября 2001 года, были исламскими террористами.

Хазрат Мирза Масрур Ахмад подробно прокомментировал план строительства этой мечети с нуля. Он сказал:
Если мечеть будет построена в предложенном месте, то Ахмадийская мусульманская община хотела бы видеть вместе с ней церковь, синагогу, индуистский храм и места поклонения всех других религий. Это был бы хороший пример единства и мира в ответ на действия зла и террора.— Хазрат Мирза Масрур Ахмад

### Дискуссия с Гертом Вилдерсом
Герт Вилдерс является одним из видных голландских ультра-правых политиков. Он известен своей критикой ислама. В одном из своих публичных выступлений, он сказал:
«Я ненавижу не мусульман, я ненавижу ислам». Хазрат Мирза Масрур Ахмад, в своих проповедях неоднократно опровергал обвинения, поднятые Вилдерсом против ислама. Обращаясь непосредственно к Вилдерсу, Хазрат Мирза Масрур Ахмад сказал: "Послушайте внимательно. Вы и ваша партия, и любой другой человек, наподобие вас, в конечном счёте, будут уничтожены. Но религия Ислам и послание Святого Пророка Мухаммада, мир ему и благословение Аллаха, да пребывают с ним, останутся навсегда. Никакая мирская власть, независимо от того, насколько мощной она является и независимо от того, сколько ненависти она несёт по отношению к исламу, никогда не достигнет успеха в уничтожении нашей религии.— Хазрат Мирза Масрур Ахмад
В ответ на это заявление, Вилдерс обратился к Питу Хейну Доннеру, министру внутренних дел Нидерландов, с заявлением об угрозе. Он потребовал, чтобы правительство Нидерландов предприняло адекватные действия против Хазрата Мирзы Масрура Ахмада. Однако Доннер ответил, что не увидел в заявлении халифа Ахмадийской мусульманской общины никакой угрозы, поскольку речь об уничтожении Вилдерса шла только посредством мирной молитвы, а не насилия. Он также отметил, что Ахмадийская мусульманская община известна во всем мире, как миролюбивое сообщество.

### Осуждение антицерковного указа Верховного муфтия Саудовской Аравии
8 апреля 2012 года, Хазрат Мирза Масрур Ахмад осудил фетву
(указ) Абдул Азиза аль Шейха, Верховного муфтия Саудовской Аравии, призывающий к уничтожению всех церквей в Саудовской Аравии и соседних арабских государств.
По этому поводу Хазрат Мирза Масрур Ахмад, сказал:

Я был потрясён. Я был очень опечален, узнав, что Верховный муфтий Саудовской Аравии призвал к уничтожению всех церквей в регионе. Этот его указ полностью противоречит учению ислама и должен быть осужден всеми. Мы считаем, что Святой Пророк, мир ему и благословение Аллаха да пребывают с ним, провёл всю свою жизнь, проповедуя мир, терпимость и справедливость. Таким образом, не может быть никакого другого заключения, кроме того, чтобы сказать, что указ этого муфтия, совершенно неправилен и отображает полное отсутствие понимания ислама с его стороны.— Мирза Масрур Ахмад
В оправдание осуждения этого указа, он процитировал Священный Коран, который гласит:

Разрешено сражаться) тем, которые были изгнаны из домов (своих) без права, только за то, что они говорили: «Владыка наш Аллах». И если бы не защита Аллаха одних людей, посредством других, то, несомненно, разрушены были бы монастыри, и церкви, и синагоги, и мечети, в которых много поминается имя Аллаха. И, непременно, Аллах поможет тому, кто помогает Ему. Воистину, Аллах, несомненно, — Всесильный, Всемогущий.— Коран 22:40

### Фильм «Невинность мусульман»
В своих пятничных проповедях от 21 и 28 сентября 2012 года, Хазрат Мирза Масрур Ахмад решительно осудил антиисламский фильм «Невинность мусульман». Он сказал, что мусульманские эмоции против фильма в некоторой мере были оправданы. Однако он также осудил реакцию на фильм некоторых мусульман, которые учинили массовые беспорядки. По крайней мере, по всему миру в связи с этим событием было зафиксировано 75 смертей.
На его пятничной проповеди, в связи с этим событием, присутствовали представители многих СМИ, включая BBC и новостных станций Новой Зеландии.
В своей речи, он сказал о том, что мусульмане должны реагировать на такие вещи, благословляя и восхваляя пророка Мухаммада. Он также отметил, что создатели и благотворители этого фильма будут наказаны Богом.

### Кощунственные пасквили «Шарли Эбдо» и хвала Франциску
7 января 2015 года, боевики ворвались в офис французской газеты «Шарли Эбдо» в Париже. Во время нападения, они убили 12 человек. Нападение было связано с мультфильмами, высмеивающими исламского пророка Мухаммада. Шарли Эбдо выпустил их в последние годы. Хазрат Мирза Масрур Ахмад категорически осудил этот террористический акт. По этому поводу Хазрат Мирза Масрур Ахмад сказал: "Этот акт нападения не имел ничего общего с истинным учением ислама. Преступники должны быть наказаны в соответствии с законом.
После этих нападений Верховный глава Римской католической церкви, Франциск, сказал: «Должны быть пределы свободы выражения мнений. Вера и религия не должны подвергаться издевательствам и оскорблениям. Во все времена, должны соблюдаться достоинства каждой религии». Хазрат Мирза Масрур Ахмад по достоинству оценил замечание Франциска. Он также добавил, что такие мультфильмы огорчают и оскорбляют миролюбивых мусульман во всём мире, и они должны быть осуждены. Тем не менее, любая форма насилия или незаконный ответ, никогда не может быть оправдан, поскольку полностью противоречит учению ислама. Халиф также заявил, что выход на улицы в знак протеста не является адекватным ответом. Истинные мусульмане должны реагировать на такие вещи, повышением уровня своих молитв и посланием благословений и приветствий в адрес пророка Мухаммада.

### Ответ на террористический акт в Лахоре, Пакистан
28 мая 2010 года, две мечети Ахмадийской Мусульманской Общины в Лахоре, Пакистан подверглись нападению со стороны террористической организации «Тахрика Талибан Пакистан Пенджаб». Две атаки проводились почти одновременно в мечети «Даруль Аль Зикр» и мечети «Байт Аль Нур» в «Модель Тауне». Эти мечети находились друг от друга на расстоянии 15 км. В результате этого террористического акта, 94 человека были убиты, в том числе и нападающие. 108 человек получили ранения. Еще один злоумышленник был захвачен верующими.
В связи с этими событиями, Хазрат Мирза Масрур Ахмад выпустил два пресс — релиза, призывающих членов Ахмадийского сообщества проявлять терпение и совершать молитвы. Он повелел мусульманам — ахмади не предпринимать незаконных действий..Впоследствии он произнес проповедь, содержащую информацию об этих двух нападениях,в которой он воздал должное каждому мученику из числа членов Ахмадийского сообщества.

### Мусульманское Телевидение Ахмадийя
После достижения своего предшественника IV Халифа Обетованного Мессии и Имама Махди, Хазрат Мирза Масрур Ахмад запустил два дополнительных канала на Мусульманском Телевидении Ахмадийя: «MTA 2» транслирует специальные программы на английском и немецком языке. «MTA Аль Арабия» вещает на английском и арабском языке для членов Ахмадийского сообщества, проживающих на Ближнем Востоке, Северной Африке и Северной Америке.

### Семья, брак и дети
Хазрат Мирза Масрур Ахмад — сын Мирзы Мансура Ахмада и внук Мирзы Шарифа Ахмада, сына Обетованного Мессии и Имама Махди Хазрата Мирзы Гулама Ахмада. Его мать Сахибзада Насира Бегам — старшая дочь Хазрата Мирзы Башируддина Махмуда Ахмада, второго халифа Ахмадийской Мусульманской Общины. Хазрат Мирза Масрур Ахмад имеет двух братьев: Мирза Идрис Ахмад (покойный) и Мирза Музаффар Ахмад, а также двух сестёр: Амтул Кудус и Аматул Рауф.
Его супруга Сахибзади Aматуль Сабух Бегам — дочь Сайида Дауда Музаффар Шаха и Aмтуль Хаким Бегам (дочери Мирзы Башируддина Махмуда Ахмада).
Он имеет двоих детей:
1. Дочь — Aмтуль Варис Фатех.
2. Сын — Мирза Вакас Ахмад.